# Jos Gysemans
Jos Gysemans, né le 30 octobre 1952 à Booischot, section de la commune de Heist-op-den-Berg, est un coureur cycliste belge, professionnel de 1975 à 1983.

## Biographie
De 1974 à 1977, il court pour l'Équipe cycliste IJsboerke.

## Palmarès
- 1973
  - 1re et 2e étape du Tour de la province de Liège
    - 3e du Classement Général

  - 3e du Province Cycling Tour
- 1974
  - Flèche ardennaise
  - Circuit de Wallonie
- 1975
  - Circuit Mandel-Lys-Escaut
  - 2e du Grand Prix Frans Verbeeck
  - 2e de la Wingene Koers
- 1976
  - Maaslandse Pijl
  - 1re étape du Tour de Picardie
  - Grand Prix de Hannut
  - 2e du Grand Prix de Momignies
- 1977
  - Grand Prix Betekom
  - 2e de Harelbeke-Poperinge-Harelbeke
  - 3e du Grand Prix Paul Borremans
  - 3e de la Flèche de Heist
  - 3e du Circuit de Neeroeteren
- 1978
  - Flèche de Heist
  - 2e de la Flèche halloise
  - 3e du Grand Prix Raf Jonckheere
- 1979
  - 2e du Grand Prix Frans Verbeeck
- 1980
  - Circuit de Neeroeteren
- 1981
  - Grand Prix de la ville de Saint-Nicolas
  - Grote Prijs Dr. Eugeen Roggeman
  - 2e de la Mosselkoers
- 1982
  - 3e du Circuit de Neeroeteren
- 1983
  - 2e du Circuit de Neeroeteren
  - 3e de la Maaslandse Pijl
  - 3e du Circuit de Niel